# 浅利進吾
浅利 進吾（あさり しんご、1978年2月23日 - ）は、日本の作詞家、作曲家、編曲家。血液型はO型。広島県出身。SCOOP MUSIC所属。

## 提供作品
芦田愛菜
- 「ステキな日曜日〜Gyu Gyu グッデイ!〜」（共作詞・作曲・プログラミング・キーボード）（作詞は渡辺なつみと共作）
- 「ずっとずっとトモダチ」（共作詞・作曲・プログラミング・キーボード）（作詞は渡辺なつみと共作）
- 「ハッピーラッキー☆ゴー」（共作詞・作曲・プログラミング・キーボード）（作詞は渡辺なつみと共作）
- 「なないろピクニック」（作詞・作曲・編曲・プログラミング・キーボード）
- 「夏がやって来た!」（作詞・作曲・編曲・プログラミング・キーボード）

寿美菜子
- 「プリズム」（作曲）

ジャニーズ事務所関連
- 嵐
  - 「ひとりじゃないさ」（作曲）
  - 「Everything」（作曲）

- A.B.C-Z
  - 「Legend Story」（作詞・作曲）
  - 「今日もグッジョブ」（共作詞・作曲）

- Kis-My-Ft2
  - Kis-My-Ft2
    - 「LUCKY SEVEN!!」（作曲）
    - 「Kis-My-LAND」（作詞・作曲・編曲）

  - 舞祭組
    - 「恋愛心経」（作詞・作曲）

  - 千賀健永
    - 「PURE LOVE」（作詞・作曲・編曲）

  - 横尾渉
    - 「ワッター弁当」（作詞・作曲・編曲）
    - 「俺の味」（作詞・作曲・編曲）

  - 藤ヶ谷太輔
    - 「Sexy Peach」（作曲・編曲）

  - 玉森裕太・二階堂高嗣
    - 「# NO!NO!」（作詞・作曲）

  - 北山宏光・横尾渉・宮田俊哉
    - 「スナック SHOW和」（作詞・作曲・編曲）

- KinKi Kids
  - 「約束」（作詞）

- ジャニーズWEST
  - 「浪速一等賞!」（共作詞・作曲）
  - 「バンバンッ!!」（作曲）

- SixTONES
  - ジェシー・松村北斗
    - ｢愛という名のベール｣(作詞・作曲)
- SMAP
  - 「Just Go!」（作詞・作曲・共編曲）

- Sexy Zone
  - 「恋のモード」（作詞・作曲）

- タッキー&翼
  - タッキー&翼
    - 「ありがとう」（作曲）
    - 「Hey Now!」（作詞・作曲）
    - 「Luv the Shangri-la」（作曲）

  - 今井翼
    - 「君となら」（作曲）

  - 滝沢秀明
    - 「愛の戦士 TAKIレンジャー」（共作詞・共作曲）

- V6
  - V6
    - 「プールサイド・マーメイド」（作詞・作曲）
    - 「官尾」（共作詞・作曲・編曲）

  - 20th Century
    - 「ユメノサキ」（作曲）

  - Coming Century
    - 「12ヶ月」（KOMUと共作詞）

- Hey! Say! JUMP
  - 「Viva! 9's SOUL」（磯崎健史と共作曲）

JAMOSA
- 「もしも願いが叶うなら」（作曲）
- 「ありがとう MY FRIEND」（作曲）
- 「あなたの胸にもどれるなら feat. JAY'ED」（作曲）

GEM
- 「Can’t Stop Loving」（作詞・作曲）

鈴木梨央
- 「Danceしない?」（作詞・作曲・編曲）

スターダストプロモーション関連
- いぎなり東北産
  - 「未成年」（作詞・作曲・編曲）
  - 「テキーナ」（作詞・作曲・編曲）
  - 「旅の途中」（作詞・作曲）
  - 「トーホク・ラブ・ストーリー 〜恋はいつも突然に〜」（作詞）
  - 「大勝利宣言」（作詞・作曲・編曲）
  - 「オランジェット」（作詞・作曲・編曲）

- KAMOSHIKA
  - 「CatWalk」（作詞・作曲）

- 私立恵比寿中学
  - 「キミに39」（作詞・作曲・編曲）

- ZeBRA☆STAR
  - 「Boys,Be Ambitious!」（作詞・作曲・編曲）

- たこやきレインボー
  - 「オーバー・ザ・たこやきレインボー」（作詞・作曲・編曲）
  - 「六甲たこおろし」（編曲）
  - 「あきんどチャチャチャ」（作詞・作曲・編曲）
  - 「ちゃんと走れ!!!!!!」（作詞・作曲・編曲）
  - 「めっちゃFUNK」（作詞・作曲・編曲）
  - 「踊れ! 青春カルナバル」（作詞・編曲）
  - 「たこ虹物語 〜オーバー・ザ・関ヶ原〜」（作詞・作曲・編曲）
  - 「めっちゃPUNK」（作詞・作曲・編曲）
  - 「サンデーディスカバリー」（作詞・作曲・編曲）
  - 「TACOYAKI´s Burning」（作詞・作曲・編曲）
  - 「めっちゃDISCO」（作詞・作曲・編曲）
  - 「怒るでしかし!」（作詞）

- チームしゃちほこ
  - 「お願い! unBORDE」（作詞・作曲・編曲）
  - 「OEOEO」（作曲）
  - 「大好きっ!」（作詞・作曲）
  - 「おっとりガールの憂鬱」（作詞・作曲）

- 超特急
  - 「Fantasy Love Train 〜君の元までつながるRail〜」（作詞・作曲）
  - 「gr8est journey」（作詞・作曲）

- ときめき♡宣伝部（超ときめき♡宣伝部）
  - 「土っキュン♡!!少女」（作詞・作曲・編曲）
  - 「季節外れのときめき♡サマー」（作詞・作曲・編曲）
  - 「ぴょんぴょん」（作詞・作曲・編曲）
  - 「サンタが・・・・・やってこない！」（作詞・作曲・編曲）
  - 「むてきのうた」（作詞・作曲・編曲）
  - 「100%オレンジ」（作詞）
  - 「ガンバ!!」（作詞・作曲・編曲）
  - 「びりーぶ」（作詞・作曲・編曲）
  - 「Dear friend」（作詞・作曲）

- TrySail
  - 「Re Bon Voyage」（作曲）

- M!LK
  - 「白黒Brand New World」（作詞・作曲・編曲）

- ももいろクローバーZ
  - 「ザ・ゴールデン・ヒストリー」（共作詞・作曲）（作詞は只野菜摘と共作）

- ロッカジャポニカ
  - 「SPARKLE TOUR!!」（作曲）

TH・IA
- 「アリガトウ」（作曲）
- 「星屑エレジー」（作曲）
- 「ボクラノヒカリ」（作曲）

9nine
- 「White Wishes」（作曲）
- 「SMILE & TEARS」（作曲）

パク・ヨンハ
- 「心ほどいて」（作詞）
- 「終わらない旅」（作詞）

VANNESS
- 「Every Moment」（作詞）

藤澤ノリマサ
- 「if 〜白鳥の湖〜」

やなわらばー
- 「何もしなくていいよ」（作詞・作曲）
- 「きっと大丈夫」（作曲）

ROOT FIVE
- 「Freedom」（作詞・作曲・編曲）

YGA
- 「ライジング・サン JAPAN!」（作曲）

わーすた 
- 「Love Unmelt」（作詞・作曲・編曲）

### アニメソング
あんハピ♪
- 「とりぷるトラブル」（作曲）

温泉むすめ
- 「さよなら花火」（作曲・編曲）
- 「Hop Step Jump!」（作曲・編曲）

キラッとプリ☆チャン
- 「A・B・C・D・いいね★ダンス」（作詞・作曲・編曲、歌唱：山下七海・大森日雅・田中美海[1]）
- 「おやくそくセンセーション」（作詞・作曲・編曲、歌唱：山下七海・大森日雅・田中美海）

食戟のソーマ
- 「百皿繚乱☆献立バトル」（作曲）
- 「笑顔にしたいから」（作曲）

ゾンビランドサガ
- 「ヨミガエレ」（作曲・編曲）
- 「FLAGをはためかせろ!」（作詞・作曲）
- 「REVENGE」（作曲）

手品先輩
- 「ダメハダメ」（作曲、歌唱：鈴木みのり[2]）